# Paul Bonenfant
Pour les articles homonymes, voir Bonenfant.
Paul Bonenfant, né le 1er février 1899 à Jodoigne (Belgique wallonne et francophone) et mort le 9 avril 1965  à Laon en France, est un historien médiéviste et seizièmiste belge.

## Biographie
Paul Bonenfant, professeur médiéviste à l'Université libre de Bruxelles, est élu membre de l'Académie royale de Belgique le 7 décembre 1959, après en avoir été élu membre correspondant le 4 mai 1953, dans la classe des Lettres et des Sciences morales et politiques.
Il  épouse en 1933 Anne-Marie Feytmans (née  le 13 mai 1907 à Ostende, décédée à Auderghem le 5 janvier 2009, à l'âge de 101 ans). 
Il est le père de l'historien, archéologue et professeur à l'Université libre de Bruxelles Pierre-Paul Bonenfant.
Paul Bonenfant meurt à l'âge de 66 ans des suites d'un accident de voiture.

## Publications
Le professeur Bonenfant a publié, dès 1921, plus de 170 études personnelles, outre de nombreux comptes-rendus critiques sur d'autres travaux historiques. Le lecteur en trouvera la liste dans un hommage au Professeur. Quelques publications marquantes figurent ci-après :       
- Les premiers remparts de Bruxelles, dans Annales de la Société royale d'archéologie de Bruxelles, t. XL (1936), pp. 7-47.
- Cartulaire de l'hôpital Saint-Jean de Bruxelles (Actes des XIIe et XIIIe siècles), Bruxelles, 1953, Commission royale d'Histoire, vol. LI.
- Brabant en Gelre voor en na Woeringen, dans  Algemene geschiedenis der Nederlanden, t. 2, Utrecht, 1950, pp. 256-268.
- Philippe le Bon, Bruxelles (La Renaissance du Livre), 1955 (3e édition).
- Du meurtre de Montereau au traité de Troyes, t. LII, fascicule 4, Bruxelles, Palais des Académies, coll. « Mémoires de la classe des Lettres et Sciences morales et politiques », 1958, XXIX-282 p. (présentation en ligne), [présentation en ligne].
- Philippe le Bon : sa politique, son action  (préf. Jean Stengers, études présentées par A.-M. Bonenfant-Feytmans), Bruxelles, De Boeck université, coll. « Bibliothèque du Moyen Âge » (no 9), 1996, XVIII-452 p. (ISBN 2-8041-2115-1, présentation en ligne), [présentation en ligne].Parmi ces textes figure aussi Le meurtre de Montereau paru aux éditions de l'Académie royale.
- Le duché de Lothier et le marquisat de Flandre à la fin du XIe siècle (1095); Bruxelles-Paris (Librairie nationale d'Art et d'Histoire), 1931.
- La suppression de la Compagnie de Jésus dans les Pays-Bas autrichiens (1773), Bruxelles (Hayez), 1925 (Mémoires publiés par l'Académie royale de Belgique, Classe des Lettres, coll. in-8°, 2e série, t. XIX).
- Le problème du paupérisme en Belgique à la fin de l'Ancien Régime, Bruxelles (G. van Campenhout), 1934 (mémoires publiés par l'Académie royale de Belgique, Classe des Lettres, coll. in-8°, 2e série, t. XXXV).